# Bohdan Kutyłowski

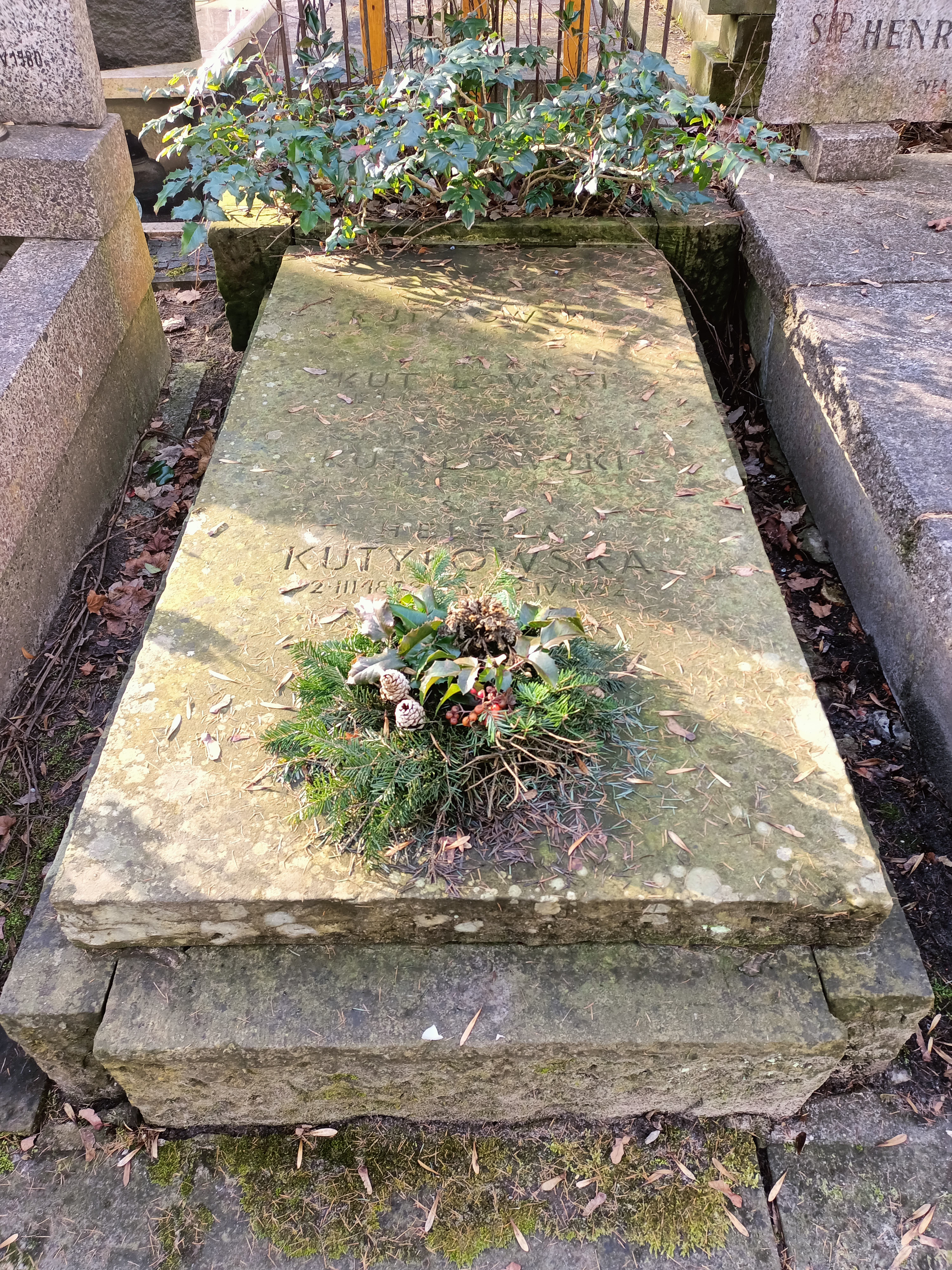
Grób Bohdana Kutyłowskiego na Cmentarzu Powązkowskim

Bohdan Kutyłowski (ur. 19 marca 1863 w Jarmolińcach, zm. 15 kwietnia 1922 w Warszawie) – polski adwokat, publicysta, dyplomata.

## Życiorys
Urodził się na Podolu. Ukończył gimnazjum w Kijowie oraz szkołę wojskową w Petersburgu. Z wykształcenia adwokat po Akademii Prawnicznej w Petersburgu, ogłosił rozprawę O usiłowaniu czynów przestępnych. Po odbyciu aplikacji pod kierunkiem Włodzimierza Spasowicza, otworzył własną kancelarię.
W 1885 rozpoczął współpracę z czasopismami „Prawda” i „Tygodnik Ilustrowany”. Od 1890 związany z petersburskim tygodnikiem „Kraj”, którego był redaktorem od 1906.
Od 1918 do 1919 był posłem Rady Regencyjnej przy Ukraińskiej Republice Ludowej (1918–1919). Następnie pracował w Prokuratorii Generalnej.
Próbował sił w poezji, wydał zbiór Ponad zamętem. 
Pochowany na Cmentarzu Powązkowskim w Warszawie.

## Publikacje
- Sprawa samorządu ziemskiego w prow. zachodnich, Wielka Podjaczeska : Drukarnia „Kraju”, 1909.
- Eliza Orzeszkowa, Petersburg, 1910.
- Ponad zamętem : (wiersze wybrane), Petersburg, 1918.
- Sprawa ukraińska : szkic polityczny, Warszawa, 1920.